# 釧路市立博物館
釧路市立博物館（くしろしりつはくぶつかん）は、北海道釧路市にある博物館。釧路市埋蔵文化財調査センターを併設している。

## 来歴
1936年（昭和11年）7月14日に釧路市役所（先代庁舎）水道建設事務所2階フロア内に設けられた「釧路市立郷土博物館」が前身。
旧丸三鶴屋百貨店への臨時移設を経て、1949年（昭和24年）には鶴ヶ岱公園に当時の釧路市警察署の建物を移転・改築し、展示活動を行った。
1965年（昭和40年）に「博物館移築促進期成会」が発足。1977年（昭和52年）に「釧路市埋蔵文化財調査センター」を春採湖畔に設置、1983年（昭和58年）11月3日に建物が完成し、「釧路市立博物館」として開館した。

## 概要
設計は釧路市出身の毛綱毅曠によるもので建物の外観は金の鳥が翼を広げた姿をイメージし土の色をイメージした褐色のタイルを張った形としており、1984年（昭和59年）に第36回日本建築学会賞を受賞している。
館内は高天原・葦原中国・根の国の三層で神話を表した日本の神社様式やヨーロッパ建築に見られる天地人に分けた表現に倣った毛綱の「三層の意識」の設計思想に基づき漁業・鉱業といった「大地や海の記憶」に関する展示を一階・都市に関する展示を二階、アイヌ民族など祖先に関する展示を4階に据え二重螺旋をもした16本のワイヤーを用いた装飾をあしらった階段でつないだ形で往復別の順路とし、「マンモスのふみしめた大地」「タンチョウをはぐくむ釧路湿原」「海霧につつまれた自然と人びとがおりなす歴史」をテーマに、釧路の自然と歴史「アイヌ文化の常設展示」に関連した約4100点の展示物を取り扱っている。
常設展示では、「サウンド・スケープ一音の風景一」という音楽で各展示のテーマを表現する試みがなされている。

## 交通
- くしろバス市立病院前バス停から徒歩5分。
- 北海道旅客鉄道（JR北海道）根室本線釧路駅から約3.2km、徒歩約40分。